# La Tiona
La Tiona és una masia-hostal, catalogada a l'Inventari del Patrimoni Arquitectònic de Catalunya, al terme municipal de Caldes de Malavella (Selva), en un trencall senyalitzat a l'esquerra de la N-II direcció Girona, poc abans d'arribar al trencall que du al nucli de Franciac. L'edifici té planta baixa, pis i golfes; i la teulada a doble vessant, inclinada als laterals, i ràfec de teulada doble. Les obertures són quadrangulars amb llinda monolítica. La porta principal actualment està en desús, i s'accedeix a l'habitatge i al restaurant a través de portes laterals. Les parets estan pintades de color blanc. A la façana principal, s'intueix el que era un rellotge de sol, ara tapat per la pintura que cobreix les parets exteriors.